# Marco Crestani
Marco Crestani (Conco, 11 settembre 1926 – Marostica, 1º luglio 2010) è stato un compositore e direttore di coro italiano.

## Biografia
Marco Crestani si è diplomato in pianoforte, organo e composizione organistica, musica corale e direzione di coro presso il Conservatorio Benedetto Marcello di Venezia.

## Carriera
Ha tenuto concerti d'organo in varie città d'Italia e alcune registrazioni per conto della RAI.
È stato il fondatore del Coro CAI Marostica e ha diretto successivamente il Coro CAI Montegrappa di Bassano del Grappa e la Associazione Corale Luigi Canepa di Sassari. Ha arrangiato i canti della coralità veneta e composto musica sacra e profana.
Ha composto circa 300 opere nel campo della coralità (fra cui alcune messe e motteti), molte delle quali incise su dischi  e pubblicate da varie edizioni musicali italiane e straniere (Carrara, Zanibon, Ricordi, Suvini Zerboni, Eco, Porfiri & Horváth, Ares, Fondazione Guido d'Arezzo, Feniarco).
È stato in commissione ad alcuni dei maggiori concorsi nazionali ed internazionali ad Arezzo, Gorizia, Trento, Trieste, Vittorio Veneto e altri.
Ha insegnato presso i conservatori di Sassari, Cagliari e Verona.

## Alcune composizioni
Marco Crestani ha scritto prevalentemente per coro.

### Musica sacra
- Missa fraternitatis, per coro voci miste
- Rex autem David mottetto sull'antifona, per coro voci miste
- Magnificat per coro voci miste
- Antiphonae dal Vespro comune della B. V. Maria, per coro voci miste
- Domine, ne longe facias introito per coro voci miste
- Rex autem David mottetto sull'antifona per coro voci miste
- Cànite jubilantes  commento al salmo 148, per coro voci miste
- Lugebat autem Iudam antifona per coro voci miste
- Stabat Mater mottetto per coro voci miste
- Vox in rama  communio per coro voci miste

### Musica profana
- Care voci su testo di Umberto Saba
- Enfant, si j'étais roi su testo di Victor Hugo
- Frammenti da Saffo
- Come allodola ondosa su testo di Giuseppe Ungaretti
- Les compagnons da F. Rabelais, Gargantua cap. 54

### Brani di ispirazione popolare o alpina
- E gira che te gira (testo e musica)
- El vecio alpino (testo di Gino Pistorello)
- Il "dom" della campana (testo di A. Cuman Pertile)
- Conturina (testo di A. Cuman Pertile)

### Elaborazioni di melodie popolari

#### Tradizione veneta
Gli arrangiamenti di melodie venete sono circa un centinaio soprattutto per coro maschile, e non di rado arrangiati anche per coro misto, fra i quali: Sei bella sei splendida, La leggenda del Sirio, Se te toco le manine, ecc.

#### Tradizione sarda
Sono circa quindici canti, arrangiati per coro sia maschile sia misto, fra i quali: Funtana cristallina, Canzoni e "tracca", Tristu passirillanti, Rosa dechida, ecc.

#### Tradizioni regionali ed europee
Sono tre le pubblicazioni di canti europei arrangiati per coro di voci maschili a cui si sommano vari arrangiamenti di canti di regioni italiane (Oi carolin, A'l cjante'l gal, ecc.), canti alpini (O bianca luna, ecc.), melodie antiche (N'esperez plus, La blonde, ecc.).

#### Organo
- Sonata per organo (1964, e altre versioni)
- Trittico per organo (inedito, incompiuto)

#### Ottoni (e organo)
Due libri di trascrizioni di musica di altri compositori, e arrangiamenti da sue composizioni.

## Riconoscimenti
Dagli anni cinquanta fino ai giorni nostri ha ottenuto varî primi premi a concorsi nazionali e internazionali di composizione corale: Pieve di Cadore, 1954/55/56; Varese, 1956; Roma, 1968; Lecco, 1972; Bergamo, 1976; Vittorio Carrara, 1977; Loreto, 1981; Trento, 1982/86/88, Tours, 1983/86; Codroipo, 1984/86; Verona, 1985; Vaison la Romaine, 1992.
Ha ottenuto il Premio Personalità della Città di Marostica per la composizione delle musiche della partita di scacchi e la carriera.
Ha ottenuto nel 2010 alla memoria il riconoscimento ASAC (Associazione Sviluppo Attività Corali del Veneto) per la carriera, con la motivazione di essere un "grande protagonista della coralità veneta".